# Dinsheim-sur-Bruche

Dinsheim-sur-Bruche este o comună în departamentul Bas-Rhin, Franța. În 1 ianuarie 2022 avea o populație de 1.486 de locuitori.